# Uromedina siamense
Uromedina siamense là một loài ruồi trong họ Tachinidae.